# فتاة الجلد
فتاة الجلد هو كتاب يتحدث عن النساء المتخنثات في تغيير الجنس وكبش الأجناس الأنثوية، صدر في عام 2007 من منظري تحول الجنس، وعالم الأحياء للكاتبة جوليا سيرانو. الكتاب عبارة عن بيان عابر للحدس يجعل من حالة رهاب التحول الجنسي متجذرة في التمييز الجنسي وأن نشاط المتحولين جنسياً هو حركة نسوية. نُشرت الطبعة الثانية من الكتاب في مارس 2016.

## المصطلحات
يناقش الكتاب على نطاق واسع transisogyny، وهو كره النساء تجاه النساء الأخريات. تستكشف سيرانو أيضًا موضوع التحويل العابر، والتشوه، والتحول الجنسي، والاستجواب المتبادل، والمحو عبر المحظور والاستبعاد عبر التبادل، والتحريف عبر الحركات. ويجادل بأن التمييز الجنسي في الحضارة الغربية هو ظاهرة ذات شقين، تشمل التحيز الجنسي («الاعتقاد بأن الذكورة والرجولة تتفوقان على الأنوثة») والتمييز الجنسي المعارض، «الاعتقاد بأن الإناث والذكور صرفيان؛ أي فئتان متعارضتان». تقوم سيرانو بتصنيف مصطلح effemimania لوصف الهوس المجتمعي بالتعبير الذكري والمتحول للأنوثة - وهو هاجس تزعم أنه متجذر في transisogyny.

## الموضوعات
في مجموعة من المقالات، تفكّر سيرانو في سرد المجتمع الغربي حول النساء، بما في ذلك الأوساط الأكاديمية والطب والإعلام. غالباً ما تستشهد بتجاربها الشخصية كمرأة عبرية مثلية، تختلف عن السرد السائد للمرأة المتغايرة جنسياً.
يجادل سيرانو بأن «التحيز الجنسي المعارض» هو قوة دافعة وراء تشويه الأعضاء التناسلية، والـ transphobia، والـ homophobia. بالإضافة إلى التمييز الجنسي المعارض، حيث تكتب أن التمييز الجنسي التقليدي هو الشرط الثاني «للحفاظ على التسلسل الهرمي الجنسي الذي يركز على الذكور».
تستخدم سيرانو مصطلح الافتراض السلس لوصف الاعتقاد السائد بين الأشخاص المهججين بأن الجميع يواجهون الهوية الجنسية بنفس الطريقة.
جادلت سيرانو في كتابها بأن الأشخاص الذين يفتقرون إلى عدم الارتياح لنوع جنسهم المعين عند الولادة، ولا يفكرون في أنفسهم أو يرغبون في أن يصبحوا جنسًا مختلفًا، وهو مشروع يتجرب على جميع الأشخاص الآخرين. وبالتالي. يقال أنهم يفترضون أن كل شخص يجتمعون فيه هو محسوس، «وبالتالي يحوّل التباعد إلى سمة إنسانية تؤخذ كأمر مسلم به». كتبت سيرانو أن الافتراض الساذج غير مرئي بالنسبة لمعظم الأشخاص المهجرين، لكن «أولئك منا الذين هم متحولون جنسياً مدركون تمامًا لذلك».

## نموذج الميول الجوهرية
نوقشت حجة سيرانو حول المداخلات الجوهرية بتفصيل كبير في الكتاب، مع أخذ الفصل السادس بأكمله، وجزء كبير من بقية الكتاب يعتمد على فهم هذا النموذج من أجل مناقشة وجود ومكانة المرأة العابرة في الحركة النسائية. نموذج الميل الذاتي هو فكرة عن النوع الاجتماعي وكيف أصبح هناك تباين موجود بين الناس في المجتمع الحديث. إن الفكرة القائلة بوجود عوامل بيولوجية واجتماعية على حد سواء في التباين الذي يحدث في التوجه الجنسي، والهوية الجنسية، والتعبير الجندري، هي في جوهر نموذج الميول الذاتية، وكيف تحاول سيرانو شرح كل من النموذجية وغير التقليدية. هذا النموذج مبني على أربعة مبادئ أساسية.
إن المبدأ الأول لهذا النموذج، وهو جوهر النموذج الذي يعتمد عليه كل ما يتبع، هو حقيقة أن «العقل الباطن، والتعبير عن الجنس، والتوجه الجنسي يمثلان ميولًا منفصلة بين الجنسين يتم تحديدهما بشكل مستقل عن بعضهما البعض». على افتراض أن هذه الأشياء الثلاثة محددة الفردية تسمح للتنوع الطبيعي الموجود بين الناس أن يفسر بسهولة، كما هو الآن مجرد مسألة شرح السمات الفردية بدلاً من محاولة شرح الأشياء للمجتمع ككل، ويسمح هذا نموذج لتوضيح الاستثناءات للأشكال النموذجية للتعبير عن الجنس دون سحق النموذج بأكمله.
العقيدة الثانية للنموذج، وحيث يحصل النموذج على اسمه، هو الافتراض القائل بأن "هذه الميول الجندرية، إلى حد ما متأصلة في شخصيتنا... وعموما ما زالت سليمة على الرغم من التأثيرات المجتمعية والمحاولات الواعية من قبل الأفراد للتطهير، تقول سيرانو إنه بسبب حقيقة أن هذه السمات تحدث بشكل طبيعي، فإن الاختلافات الموجودة في المجتمع تمثل ببساطة الاختلاف الطبيعي الموجود أيضًا في العديد من الأنواع الأخرى.
وينص المبدأ الثالث على أنه لم يكن هناك عامل واحد تم تحديده لإحداث أي من هذه الميول الجندرية، فإن هذه السمات لها عدة عوامل تحددها وتشكلها، وبالتالي يجب أن تكون مجموعة من النتائج المحتملة مقبول بدلاً من الطبقات المنفصلة (مثل المذكر والمؤنث).
ينص المبدأ الرابع والأخير من هذا النموذج على أن «كل من هذه الميول يرتبط تقريبًا بالمجموعة المادية، مما يؤدي إلى نمط توزيع ثنائي (أي منحني جرس متداخلين) شبيه بتلك التي تم رؤيتها للاختلافات بين الجنسين الأخرى، مثل الارتفاع.» هذه الفكرة هي التي تسمح بالاستثناءات الطبيعية للتعبير عن الجندر داخل النظام دون محاولة الادعاء بأنها موجودة بأعداد كبيرة مثل التعبير النموذجي للجنس.

## الخلفية
في عام 2005، نشرت سيرانو 36 صفحة تحتوي على 4 مقالات. الإصدارات المحدثة لثلاثة منها (الانحناء إلى الوراء: مقدمة إلى قضية الترانسج بين المرأة، مطاربات التنورة: لماذا تصوّر وسائل الإعلام الثورة عبر أحمر الشفاه والكعوب، وبيان حركة الترانزيستور الساخن) متضمنة في فتاة الجلد. في مقدمة فيلم فتاة الجلد، تقول سيرانو إنها اختارت العنوان «لتسليط الضوء على الطرق التي يتم بها تقريبًا تجاهل الأشخاص المؤثرين، سواء كانوا من الإناث أو الذكور و/أو المتحولين جنسياً، مقارنةً بنظائرهم الذكور».